# Лидорикион
Лидори́кион (греч. Λιδωρίκιον ή Λιδορίκιον) — горное село в Греции. Административный центр общины Дорида в периферийной единице Фокида в периферии Центральная Греция. Расположено на высоте 560 м над уровнем моря, у юго-западного подножья горы Гьона, на берегу водохранилища Морнос, в 47 км к западу от Амфисы. Площадь 47,764 км². Население 875 человек по переписи 2011 года.

## История
29 марта 1821 года Лидорикион вступил в Греческую национально-освободительную революцию под руководством арматола Димоса Скалцаса (Скалцодимоса), Анагностиса Лидорикиса и П. Политиса. Во время революции турки несколько раз завоевывали Лидорикион, и в 1825 году здесь разбили лагерь Аббас-паша и Мустафа-бей. Лидорикион освобожден в 1827 году.
В 1979 году в 7 км западнее Лидорикиона построена земляная плотина на реке Морнос. Водохранилище с системой каналов и туннелей используется для водоснабжения района Больших Афин. Общая длина акведуков составила 188 км, в том числе 36% их протяжённости составляют 15 напорных туннелей (71 км), длина самого большого из них — 14,6 км. Максимальная подача воды — 23 м³/с.

## Население
| Год  | Население, человек |
| ---- | ------------------ |
| 1991 | 937                |
| 2001 | 764                |
| 2011 | ↗ 875              |